# Drosophila orphnopeza
Drosophila orphnopeza este o specie de muște din genul Drosophila, familia Drosophilidae, descrisă de Hardy și Kaneshiro în anul 1968. Conform Catalogue of Life specia Drosophila orphnopeza nu are subspecii cunoscute.